# 李氏括号
向量場中的李括號，於微分拓樸的數學領域下，稱為Jacobi–李括號或向量場的交換子，是在一微分流形M中作用在任意兩個向量場X 與 Y的算子，此一算子作用後也會形成向量場，以[X, Y]標示。
李括號 [X, Y] 在概念上是沿著由X生成向量流的Y微導，常寫為 {\displaystyle {\mathcal {L}}_{X}Y} ("沿著 X 的Y 李微導")。這可以推廣到沿著由X生成的流上任意张量场的李导数。
李括號是個R-雙線性算子，且將所有在流形M 的光滑向量體轉成（無限維）李代數。
李括號在微分幾何與微分拓樸中相當重要，例如在作為非線性控制幾何理論基礎的弗罗贝尼乌斯定理中就可看到李括號。

## 定義
李括號有下列三種定義，這三種定義不同，但是等價：

### 作為微導的向量場
在一流形M上的所有平滑向量場X 可以視為作用在C∞(M)的平滑函數 微分算子。的確，每個向量場 X 可成為在C∞(M) 上的微分算子（导子），因此可定義 X(f) 的函數，計算函數在方向X(p)上點p的f值方向导数，更進一步，於C∞(M)的任意微導都是源於唯一的平滑向量場X。
一般來說，任意兩微導 {\displaystyle \delta _{1}} 與{\displaystyle \delta _{2}}的 交換子 {\displaystyle \delta _{1}\circ \delta _{2}-\delta _{2}\circ \delta _{1}} 亦是微導，當中 {\displaystyle \circ } 為算子之組合。{\displaystyle f\in C^{\infty }(M)}能用於定義關乎微導交換子向量場的李括號：
{\displaystyle [X,Y](f)=X(Y(f))-Y(X(f))}.

### 流與極限
令{\displaystyle \Phi _{t}^{X}} 為關乎向量場 X 的流 及 D 表示切線圖導數算子（tangent map derivative operator），那麼在點x ∈ M的 X 與Y 的李括號可以定義為 李导数：
{\displaystyle [X,Y]_{x}\ =\ ({\mathcal {L}}_{X}Y)_{x}\ :=\ \lim _{t\to 0}{\frac {(\mathrm {D} \Phi _{-t}^{X})Y_{\Phi _{t}^{X}(x)}\,-\,Y_{x}}{t}}\ =\ \left.{\tfrac {\mathrm {d} }{\mathrm {d} t}}\right|_{t=0}(\mathrm {D} \Phi _{-t}^{X})Y_{\Phi _{t}^{X}(x)}.}
這也測量了連續方向的failure of the flow
{\displaystyle X,Y,-X,-Y} 至點 x:
{\displaystyle [X,Y]_{x}\ =\ \left.{\tfrac {1}{2}}{\tfrac {\mathrm {d} ^{2}}{\mathrm {d} t^{2}}}\right|_{t=0}(\Phi _{-t}^{Y}\circ \Phi _{-t}^{X}\circ \Phi _{t}^{Y}\circ \Phi _{t}^{X})(x)\ =\ \left.{\tfrac {\mathrm {d} }{\mathrm {d} t}}\right|_{t=0}(\Phi _{\!-{\sqrt {t}}}^{Y}\circ \Phi _{\!-{\sqrt {t}}}^{X}\circ \Phi _{\!{\sqrt {t}}}^{Y}\circ \Phi _{\!{\sqrt {t}}}^{X})(x).}

### 以坐標表示
雖上述李括號的定義為內在的（和流形M上的座標選擇無關)，但在實務上常常會想計算特定坐標系{\displaystyle \{x^{i}\}}下的李氏括号。可以令{\displaystyle \partial _{i}={\tfrac {\partial }{\partial x^{i}}}}，為切線束的相關局部基底，使得對平滑函數{\displaystyle X^{i},Y^{i}:M\to \mathbb {R} }而言，一般向量場能寫成 {\displaystyle \textstyle X=\sum _{i=1}^{n}X^{i}\partial _{i}}與 {\displaystyle \textstyle Y=\sum _{i=1}^{n}Y^{i}\partial _{i}}。因此李括號可由以下方式計算：
{\displaystyle [X,Y]:=\sum _{i=1}^{n}\left(X(Y^{i})-Y(X^{i})\right)\partial _{i}=\sum _{i=1}^{n}\sum _{j=1}^{n}\left(X^{j}\partial _{j}Y^{i}-Y^{j}\partial _{j}X^{i}\right)\partial _{i}.}
若 M 是Rn的某開子集，那麼向量場X 與 Y 可以寫成由平滑函數{\displaystyle X:M\to \mathbb {R} ^{n}} 與{\displaystyle Y:M\to \mathbb {R} ^{n}}形式，且李括號{\displaystyle [X,Y]:M\to \mathbb {R} ^{n}} 的表示式如下：
{\displaystyle [X,Y]:=J_{Y}X-J_{X}Y}
此處之 {\displaystyle J_{Y}} 與 {\displaystyle J_{X}} 是 n×n 雅可比矩阵 乘上 n×1 欄向量 X 與 Y。

## 性質
向量場的李括號等同於所有在M（也就是切線束的平滑截 {\displaystyle TM\to M}) 上實向量空間{\displaystyle V=\Gamma (TM)}中的李代數的結構，表 [ • , • ]  為具以下性質之 {\displaystyle V\times V\to V}的映射：
- R-雙線性形式
- 反對稱性, {\displaystyle [X,Y]=-[Y,X]}
- 雅可比恒等式，{\displaystyle [X,[Y,Z]]+[Z,[X,Y]]+[Y,[Z,X]]=0.}

第二性質可馬上推得對任意 {\displaystyle X}，會使具{\displaystyle [X,X]=0}成立。
更進一步說，李括號具有「乘积法则」 。 給定一平滑 (純量值) 函數 f 與在M上的向量場，由每點x ∈ M的純量乘向量Yx後可以得到一個新的向量場fY ，如此：
- {\displaystyle [X,fY]\ =\ X\!(f)\,Y\,+\,f\,[X,Y],}

此處用向量場Y乘上純量函數 X(f) ，及向量場[X, Y]與純量函數 f
如此引導出一具李括號的向量場至李代數。
若X 與Y的李括號為零，表示在這些方向可以定義以X 與Y作為座標向量場而內嵌入於M之曲面：
定理: {\displaystyle [X,Y]=0\,} 若且為若X 與 Y的流局部交換，此指對所有x ∈ M且足夠小的s, t，{\displaystyle (\Phi _{t}^{Y}\Phi _{s}^{X})(x)=(\Phi _{s}^{X}\,\Phi _{t}^{Y})(x)}。
而這為弗罗贝尼乌斯定理的特例。

## 應用
在證明控制仿射無漂系統（driftless affine control system）的小時間局部可控制性（small-time local controllability、STLC）時，李氏括号是其中重要的一部份。

## 總結
如上所述，李导数可被視為廣義的李括號。其他可視為是（向量值微分形式）廣義李括號的有弗勒利歇尔－奈恩黑斯括号（Frölicher–Nijenhuis bracket）

## 其他阅读
- Hazewinkel, Michiel (编), , , Springer, 2001, ISBN 978-1-55608-010-4
- Isaiah, Pantelis, , IEEE Control Systems Magazine, 2009, 29 (3): 17–21, 132, doi:10.1109/MCS.2009.932394
- Khalil, H.K.,  3rd, Upper Saddle River, NJ: Prentice Hall, 2002  [2019-08-03], ISBN 0-13-067389-7, （原始内容存档于2017-07-25）
- Kolář, I., Michor, P., and Slovák, J., , Springer-Verlag, 1993  [2019-08-03], （原始内容存档于2021-02-14） Extensive discussion of Lie brackets, and the general theory of Lie derivatives.
- Lang, S., , Springer-Verlag, 1995, ISBN 978-0-387-94338-1 For generalizations to infinite dimensions.
- Lewis, Andrew D.,  (PDF)[永久]
- Warner, Frank, , New York-Berlin: Springer-Verlag, 1983 [1971], ISBN 0-387-90894-3